# Rezerwat przyrody Zemská brána

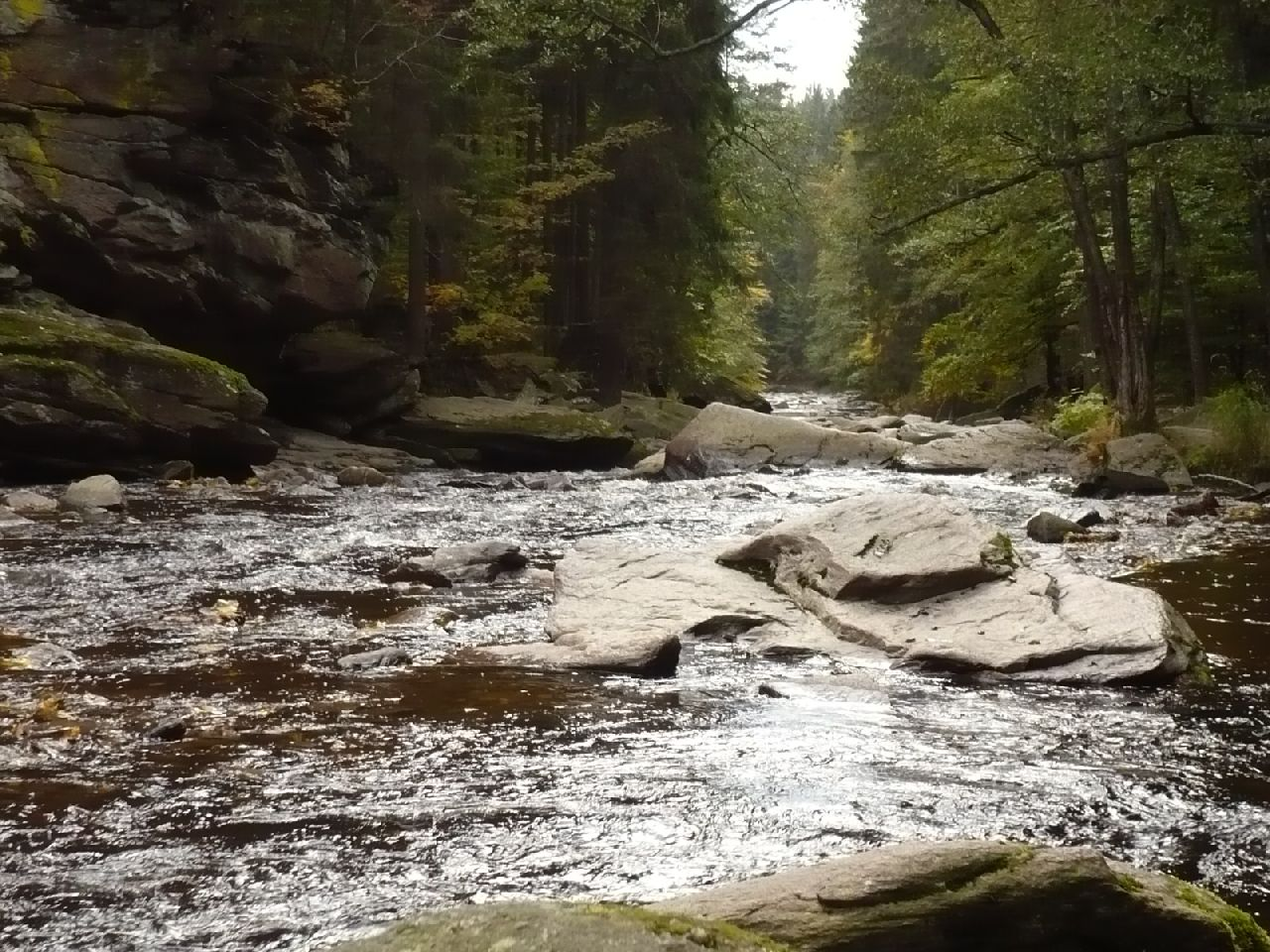
Odcinek przełomowy Dzikiej Orlicy w rezerwacie przyrody Zemská brána

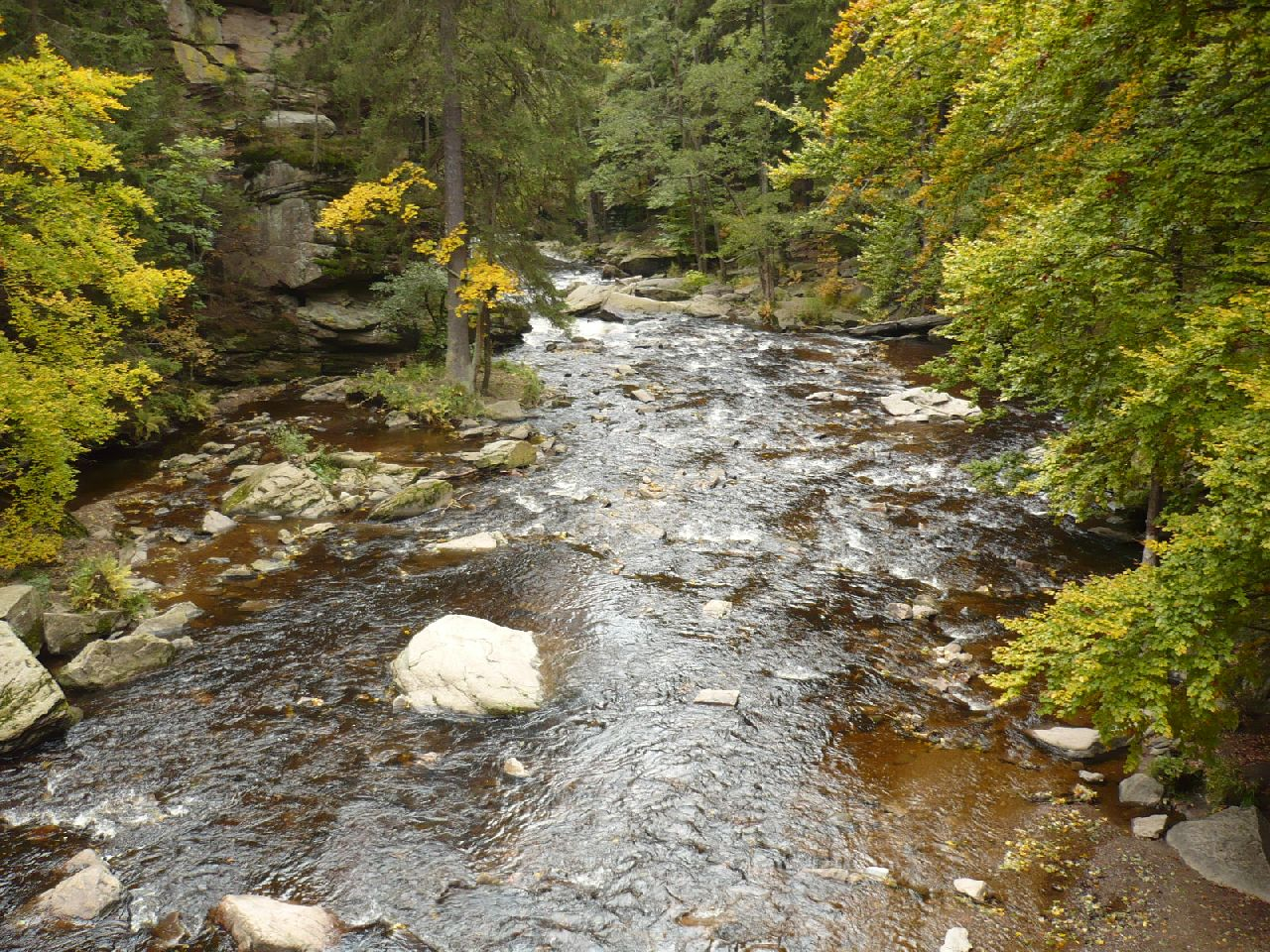
Widok z kamiennego mostu na przełom Dzikiej Orlicy w rezerwacie

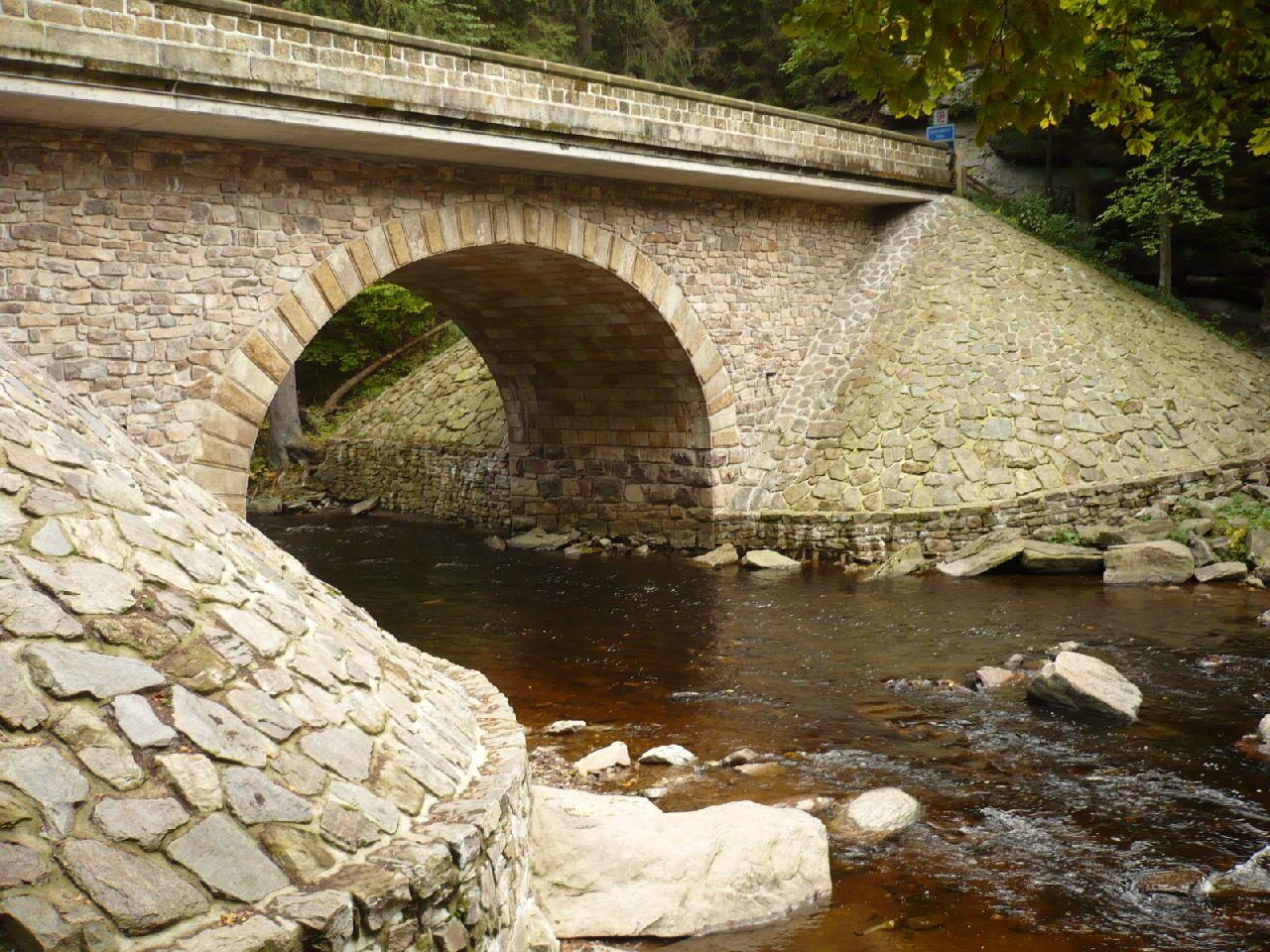
Kamienny most drogowy na rzece w rezerwacie

Rezerwat przyrody "Ziemska Brama" (czes. Přírodní rezervace Zemská brána) – rezerwat przyrody w północnych Czechach.

## Lokalizacja
Rezerwat przyrody położony jest w północnych Czechach, w południowo-wschodniej części Gór Orlickich (Orlické hory_, w granicach obszaru chronionego krajobrazu Orlické hory (Chráněná krajinná oblast Orlické hory), między miejscowością Klášterec nad Orlicí po południowo-zachodniej stronie a granicą polsko-czeską po północno-wschodniej stronie, około 6,5 km na zachód od centrum Międzylesia.

## Charakterystyka
Rezerwat przyrody "Zemská brána" został utworzony 18 czerwca 1987 r. Jest to rezerwat geologiczno-florystyczny obejmujący obszar o łącznej powierzchni 88,22 ha, utworzony głównie dla ochrony geomorfologicznego przełomu Dzikiej Orlicy, ciekawych naturalnych form skalnych i geologicznych oraz wielu rzadkich gatunków roślin chronionych.
Rezerwat stanowi objęty ochroną rezerwatową obszar, obejmujący przełomową dolinę rzeki Dzikiej Orlicy w środkowym biegu, z kompleksem leśnym na zboczach skalnych, polanami z bogatą roślinnością w okolicy rzeki i kamienistym korytem rzeki, w którym zalegają dużej wielkości obtoczone gnejsowe głazy. Rezerwat położony jest na wysokości 495–620 m n.p.m., rozciąga się na długości około 2,2 km i średniej szerokości 0,4 km, jest obszarowo największym rezerwatem w CHKO Orlické hory. W podłożu rezerwatu zalegają drobno ziarniste gnejsy z łuskami miki, są to proterozoiczne skały metamorficzne metamorfiku bystrzycko-orlickiego. Wychodnie tych skalnych warstw najwyraźniej widoczne są w miejscach odsłonięcia: pod mostem drogowym, przy "Przemytniczej kładce" (Pašerácká lávka) i "Zbójnickiej skale" (Ledříčkova skála).

## Flora i fauna
Na występujące tutaj piętro roślinności znaczący wpływ mają położenie, rzeźba terenu, mikroklimat oraz wody rzeki. Drzewostan rezerwatu tworzą przeważnie wtórne świerkowe lasy regla dolnego, z domieszką jodły pospolitej, buka zwyczajnego, klonu jawora, z resztką roślinności buczyn ze związku Fagion sylvatici. Bezlesia występują w najbliższej okolicy rzeki, są najciekawsze pod względem botanicznym. Spotykane są tu gatunki górskie rosnące w najwyższych partiach Gór Orlickich oraz gatunki podgórskie. Z rzadkich roślin występuje lilia złotogłów, fiołek dwukwiatowy, kruszczyk szerokolistny, gruszycznik jednokwiatowy, wiąz górski, róża alpejska, naparstnica zwyczajna. Ze zwierząt występuje dzik, jeleń europejski, sarna, czasami muflon, pospolitym gatunkiem jest lis. Gnieżdżą się tutaj dzięcioł czarny i dzięcioł duży, a w korycie Orlicy można spotkać pluszcza i pliszkę górską. Z chrząszczy są tu spotykane oleica fioletowa, dyląż garbarz, Cychramus luteus. Z grzybów występuje tu rzadko spotykana soplówka bukowa (Hericium clathroides).
W pobliżu miejscowości Čihák znaleziono ceniony i rzadki gatunek chrząszcza Ipidia binotata (relikt związany z lasami jodłowo-bukowymi).